# 로이 콘
로이 콘(Roy Cohn, 본명: 로이 마커스 콘, /koʊn/ KOHN, 1927년 2월 20일~1986년 8월 2일)은 미국의 변호사이자 검사로, 1954년 육군-매카시 청문회에서 조지프 매카시 상원의원의 수석 변호인 역할을 맡아 명성을 얻었다. 매카시는 공산주의자로 의심되는 사람들을 조사한다. 1970년대 후반과 1980년대에 그는 뉴욕시에서 저명한 정치 해결가가 되었다. 그는 또한 초기 사업 경력 동안 뉴욕시 부동산 개발자와 이후 도널드 트럼프 미국 대통령을 대표하고 멘토링했다.
콘은 뉴욕 브롱크스에서 태어나 컬럼비아 대학교에서 교육을 받았다. 그는 줄리어스와 에델 로젠버그의 간첩 재판에서 미국 법무부 검사로 두각을 나타냈고, 그곳에서 그는 1953년 로젠버그 부부를 성공적으로 기소하여 처형당했다. 매카시가 몰락한 후인 1950년대 후반부터 1970년대 후반까지.
1986년에 콘은 고객에게 자신의 재산을 남기고 유언장 수정안에 서명하도록 강요하여 죽어가는 고객을 속이려고 시도한 후 비윤리적 행위로 뉴욕 주 대법원 항소부에 의해 자격이 박탈되었다. 그는 에이즈 관련 합병증으로 5주 후 사망했으며 자신이 HIV 양성이라는 사실을 강력히 부인했다.